# Neil Watson
Pour les articles homonymes, voir Watson.
Neil Watson, né le 10 février 1989, est un nageur sud-africain.

## Carrière
Aux Championnats d'Afrique de natation 2010 à Casablanca, Neil Watson obtient deux médailles d'or, sur les relais 4 x 100 mètres nage libre et 4 x 100 mètres quatre nages, ainsi que deux médailles d'argent, sur 50 et 100 mètres papillon.
Il est ensuite médaillé d'argent du 50 mètres papillon et médaillé de bronze du 100 mètres papillon aux Jeux africains de 2011 à Maputo,.